# William Pulteney (vicomte Pulteney)
Pour les articles homonymes, voir Pulteney.
William Pulteney, vicomte Pulteney (9 janvier 1731 - 12 février 1763) est un homme politique britannique whig et un militaire. 

## Biographie
Il est le fils unique de William Pulteney (1er comte de Bath) et de sa femme Anna Maria Gumley, fille de John Gumley. Il fait ses études à la Westminster School de 1740 à 1747 et commence son Grand Tour l'année suivante. Il voyage avec John Douglas d'abord à Leipzig, rencontre ses parents à Paris en 1749 et se rend ensuite à Turin. 
En 1754, il entre à la Chambre des communes britannique, comme député pour Old Sarum jusqu'à 1761. Par la suite, il représente Westminster jusqu'à sa mort en 1763. Il est nommé gentilhomme de la chambre en 1760  et sert comme Aide de camp au roi George III du Royaume-Uni entre janvier et février 1763. 
En 1759, son père lève le 85e régiment de fantassins et Pulteney en devient le lieutenant-colonel. Il participe avec son régiment à la Prise de Belle-Île-en-Mer en février 1761 et sert en novembre au Portugal. Sur le chemin du retour en Angleterre en 1763, il meurt de fièvre à Madrid, célibataire et sans enfant et est enterré à l'Abbaye de Westminster deux mois plus tard. Son père est décédé seulement un an plus tard et les titres se sont éteints. 